# Carlos Betancur Gómez
Carlos Alberto Betancur Gómez (Bolívar, Antioquia 13 d'octubre de 1989) és un ciclista colombià, professional des del 2011 fins al 2021.
Els bons resultats com a amateur, en què destaca la general de la Volta a Colòmbia sub-23 de 2009 i el Baby Giro de 2010 li van servir per aconseguir un contracte professional amb l'equip Acqua & Sapone el 2011. Aquell mateix any aconseguí la seva primera victòria com a professional al Giro de l'Emília, alhora que participa per primera vegada al Giro d'Itàlia. El bon paper realitzat durant el 2011 i 2012 li obriren les portes a un equip World Tour com l'AG2R La Mondiale pel 2013. La seva progressió quedà palesa amb la victòria a la general de la Classificació dels joves del Giro d'Itàlia de 2013, i la París-Niça de 2014 però després va mantenir èpoques de bones actuacions, però sobretot d'altres on no va rendir com s'esperava d'ell.

## Palmarès
- 2009
  - 1r a la Volta a Colòmbia sub-23 i vencedor d'una etapa
  -  Medalla de plata al Campionat del món en ruta sub-23
- 2010
  - 1r al Baby Giro i vencedor de 2 etapes
  - Vencedor d'una etapa a la Volta a Colòmbia sub-23
- 2011
  - 1r al Giro de l'Emília
- 2012
  - 1r al Trofeu Melinda
  - Vencedor d'una etapa a la Volta a Bèlgica
  - Vencedor d'una etapa al Giro de Padània
- 2013
  -  1r de la Classificació dels joves al Giro d'Itàlia
- 2014
  - 1r a la París-Niça i vencedor de 2 etapes i de la classificació per joves
  - 1r al Tour de l'Alt Var i vencedor d'una etapa
- 2016
  - Vencedor d'una etapa a la Volta a Castella i Lleó
  - Vencedor d'una etapa a la Volta a Astúries
- 2019
  - 1r a la Klasika Primavera

### Resultats al Giro d'Itàlia
- 2011. 59è de la classificació general
- 2013. 5è de la classificació general. 1r de la Classificació dels joves
- 2015. 20è de la classificació general
- 2016. Abandona (19a etapa)
- 2018. 15è de la classificació general

### Resultats a la Volta a Espanya
- 2013. 126è de la classificació general
- 2014. 158è de la classificació general
- 2017. No surt (7a etapa)

### Resultats al Tour de França
- 2017. 18è de la classificació general